# Off the Hook
Off the Hook is een nummer uit 2015 van de Nederlandse dj's Hardwell en Armin van Buuren.
Het nummer haalde in Nederland de 23e positie in de Tipparade, en in Vlaanderen de 51e positie in de Tipparade.

## Track listing
| Nr. | Titel                     | Duur |
| --- | ------------------------- | ---- |
| 1.  | Off the Hook (Radio Edit) | 2:57 |
| 2.  | Off the Hook              | 5:45 |